# Astracán
Astracán (astracanada) – hiszpański gatunek dramatyczno-teatralny.
Gatunek uchodził za formę o mniejszych walorach artystycznych, tworzoną głównie dla rozbawienia publiczności. Jego cechą charakterystyczną była nieustanna i zaskakująca gra słów, wartki dialog, imiona i nazwiska dwuznaczne lub wywołujące skojarzenia, humor sytuacyjny. W utworach tego gatunku pojawiała się też postać el fresco, znana z innych gatunków hiszpańskich. El fresco wywodził się z folkloru miejskiego i był typem miejskiego cwaniaka.
Gatunek astracán był popularny zwłaszcza na początku XX w. Powstało wtedy blisko 300 tego rodzaju utworów, z czego autorem około stu był Pedro Muñoz Seca. Utwory tego rodzaju były granie i powstawały także po wojnie domowej w Hiszpanii w czasach frankistowskich.